# Kumoğlu, Zara
Kumoğlu là một xã thuộc huyện Zara, tỉnh Sivas, Thổ Nhĩ Kỳ. Dân số thời điểm năm 2011 là 73 người.